# Caucus Republicano de la Libertad
El Caucus Republicano de la Libertad (CRL) es una organización de acción política que se dedica a fomentar los ideales de libertad individual, gobierno limitado y economía de libre mercado dentro del Partido Republicano en los Estados Unidos. Forma parte del ala libertaria del susodicho partido. Además, gestiona un comité de acción política denominado RLC-USA PAC.
La organización se fundó en 1991 y cuenta con representantes electos en múltiples estados. En 2011, celebró su Convención Nacional en Arlington, Virginia. La convención de 2013 se realizó en Austin, Texas, y la Convención Nacional de 2015 tuvo lugar en Nashua, New Hampshire.

## Agenda política
El CRL trabaja dentro del Partido Republicano para influir en el partido y que adopte la agenda del CRL. Como lo expresó el activista Tom Heitman: "Estamos tratando de devolver al partido a sus valores republicanos originales."
El CRL favorece la libertad individual y el gobierno limitado.  Específicamente, el CRL favorece una menor intrusión gubernamental, impuestos más bajos, eliminación de agencias federales, menos regulación, una defensa nacional fuerte con menos bases militares en el extranjero y ninguna ayuda exterior. 
En 2010, el Caucus Republicano de la Libertad de Texas denunció la nueva plataforma estatal del Partido Republicano que apoyaba la criminalización de la sodomía y convertir el matrimonio entre personas del mismo sexo en un delito grave. 

## Liderazgo
| No. | Imagen | Nombre            | Mandato      | Estado     | Notas       |
| --- | ------ | ----------------- | ------------ | ---------- | ----------- |
| 1   |        | Eric Rittberg     | 1991–1992    | Florida    |             |
| 2   |        | Roger MacBride    | 1992–1995    | Florida    |             |
| 3   |        | Ron Paul          | 1995–2000    | Texas      |             |
| 4   |        | Chuck Muth        | 2000–2001    | Nevada     |             |
| 5   |        | Ron Paul          | 2001–2002    | Texas      | (Honorario) |
| 6   |        | Douglas Lorenz    | 2002–2004    | California |             |
| 7   |        | Bill Westmiller   | 2004–2009    | California |             |
| 8   |        | Shepard Humphries | 2007–2008    | Wyoming    |             |
| 9   |        | Dave Nalle        | 2009–2013    | Texas      |             |
| 10  |        | Matthew Nye       | 2013–2023    | Florida    |             |
| 11  |        | John Dennis       | 2023–Present | California |             |

## Avales

### Respaldos presidenciales
El proceso del Caucus Republicano de la Libertad para respaldar a los candidatos presidenciales se describe en los estatutos y reglas de la organización:
Un candidato a Presidente de los Estados Unidos puede ser respaldado por el Caucus mediante 2/3 de los votos de los comités ejecutivos del estado colegiado activo y con derecho a voto. El Secretario nacional notificará a todos los estados colegiados sobre una propuesta favorable de la junta nacional para su respaldo y los funcionarios ejecutivos estatales informarán al Secretario sobre la aprobación o denegación por parte de su comité ejecutivo dentro de los 60 días. 
Desde la fundación del Caucus en 1991, sólo tres candidatos han alcanzado este nivel de apoyo: Steve Forbes en 1996, Ron Paul en 2012 y Rand Paul en 2016. Cuando Forbes se postuló nuevamente en 2000, la organización permaneció neutral en esas primarias y no respaldó a otro candidato republicano específico en ninguna primaria presidencial hasta el 30 de diciembre de 2011, cuando el CRL respaldó a Ron Paul para presidente.  En 2016, su hijo Rand Paul también recibió el respaldo del CRL                                                                                                                        . 

### Respaldos notables de 2012
El 2 de noviembre de 2011, el Caucus anunció sus dos primeros respaldos en las elecciones de 2012: Barry Hinckley, se postuló en las primarias republicanas en Rhode Island, y Brian K. Hill, se postuló en las primarias republicanas en Connecticut .   El candidato republicano en Rhode Island desafió al senador demócrata estadounidense Sheldon Whitehouse, mientras que el candidato republicano en Connecticut se postuló para un escaño vacante que dejó vacante el senador independiente estadounidense Joseph Lieberman . 
- El candidato presidencial republicano Ron Paul de Texas
- Ted Cruz de Texas para el Senado de Estados Unidos
- Barry Hinckley de Rhode Island para el Senado de Estados Unidos
- Representante estadounidense Tom McClintock para el Distrito 4 del Congreso de California
- Juez Ejecutivo Thomas Massie para el Distrito 4 del Congreso de Kentucky
- Representante estadounidense Justin Amash para el Distrito 3 del Congreso de Míchigan
- Kerry Bentivolio para el Distrito 11 del Congreso de Míchigan
- Sheriff Richard Mack para el Distrito 21 del Congreso de Texas
- Steve Stockman para el Distrito 36 del Congreso de Texas
- Karen Kwiatkowski para el Distrito 6 del Congreso de Virginia
- Floyd Bayne para el Distrito 7 del Congreso de Virginia
- Dan Halloran para el Distrito 6 del Congreso de Nueva York

### Respaldos importantes de 2014
- Matt Bevin de Kentucky para el Senado de los Estados Unidos
- Milton R. Wolf de Kansas para el Senado de los Estados Unidos
- Owen Hill de Colorado para el Senado de Estados Unidos
- Lee Bright de Carolina del Sur para el Senado de Estados Unidos
- Pat McGeehan de Virginia Occidental para el Senado de Estados Unidos
- Bruce Poliquin para el segundo distrito del Congreso de Maine [11]

### Respaldos importantes de 2016
- El candidato presidencial republicano Rand Paul de Kentucky

### Respaldos importantes de 2018
- Eric Brakey de Maine para el Senado de Estados Unidos [12]
- Austin Petersen de Misuri para el Senado de Estados Unidos
- Nick Freitas de Virginia para el Senado de Estados Unidos